# Zdoňov
Zdoňov (německy Merkelsdorf) je ves, která se nalézá v údolí Zdoňovského potoka v okrese Náchod v Královéhradeckém kraji. Dříve samostatná obec, nyní část města Teplice nad Metují. Součástí Zdoňova bývala i zaniklá obec Libná (německy Liebenau), zničená v druhé polovině 20. století, která byla v roce 2009 opět obnovena jako místní část. Na severu je katastrální území Zdoňova vymezeno česko-polskou státní hranicí, nejbližším polským sídlem je město Mieroszów.
Až do roku 2011 silnice ve Zdoňově končila, poté byla i přes protesty místních obyvatel[zdroj?] zrekonstruována a obnoven přeshraniční silniční provoz pouze pro osobní vozidla, využívaný hlavně polskými návštěvníky Adršpašsko-teplických skal.
V červnu roku 2019 proběhly ve Zdoňově oslavy 660 let existence obce.

## Obyvatelstvo
Na počátku 21. století dle sčítání lidu z roku 2001 žilo ve Zdoňově 158 obyvatel. V historii bylo toto číslo několikanásobně vyšší, např. při sčítání lidu v roce 1930 měl Zdoňov 1 456 obyvatel. Z tohoto počtu jich žilo 1 080 v samostatné obci Zdoňov a 376 v samostatné obci Libná.

## Pamětihodnosti
- Kostel Nejsvětější Trojice je původně gotický ze 14. století, poté prošel zásadní renesanční přestavbou. Je obklopen hřbitovem a nachází se ve střední části vsi. Ke kostelu patří budova fary, která se nacházela ve značně zanedbaném stavu, po r. 2005 však byla obnovena.[6] Spolu s kostelem je památkově chráněna neogotická hrobka s kaplí, ve které je umístěn památník obětem 2. světové války a násilí v roce 1945[7]
- Rozvaliny kostela Panny Marie, tzv. „Kopeček“, jsou ukryty na zalesněném kopci v jižní části vsi, nedaleko od Křížového vrchu. Stavba chátrá od roku 1786, kdy byl kostel uzavřen za josefínských reforem.[8]
- Kaple svatého Jana Nepomuckého v Hrnčířském údolí.

### Zaniklé stavby
- Větrný mlýn při cestě k hraničnímu přechodu.
- Pomník padlým v první světové válce. Torzo pomníku stojí v centru obce u kostela Nejsvětější Trojice.[9]

## Modelový projekt zadržení vody v krajině
V roce 2018 byl dokončen projekt, nazvaný „Model Zdoňov“, který od roku 2016 zpracovával spolek Živá voda s týmem expertů. Jedná se o studii, zaměřenou na obnovu hydrologického režimu krajiny, která byla vypracována tak, aby mohla být aplikována kdekoli na území ČR i dalších evropských zemí. Podle výpočtů expertního týmu by v případě, že by „Model Zdoňov“ byl aplikován na celém území ČR,  mohlo by zde být navíc zadrženo množství vody, rovnající se desetinásobku objemu vodní nádrže Orlík.

## Galerie

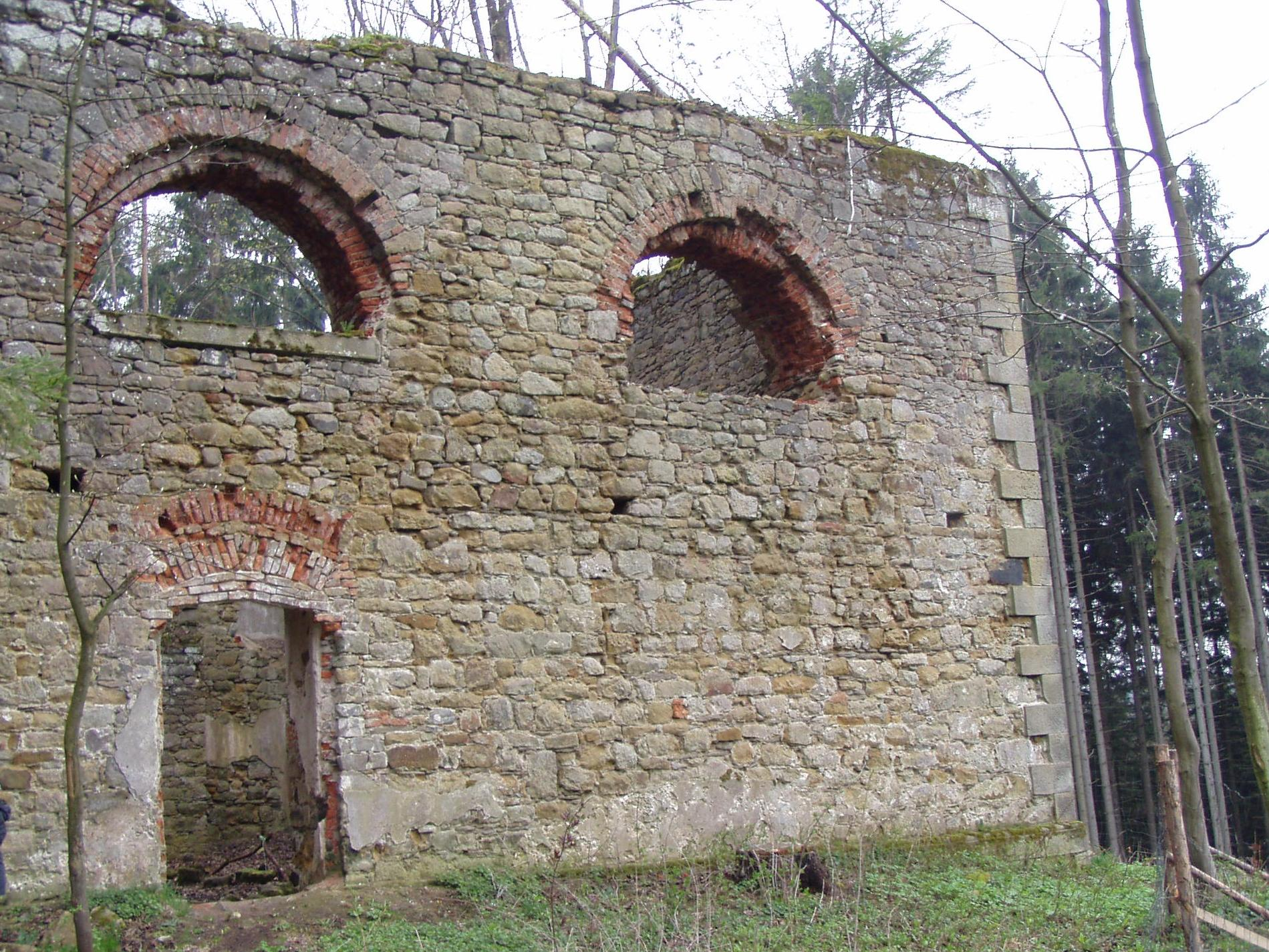
Ruiny kostela Panny Marie na Kopečku
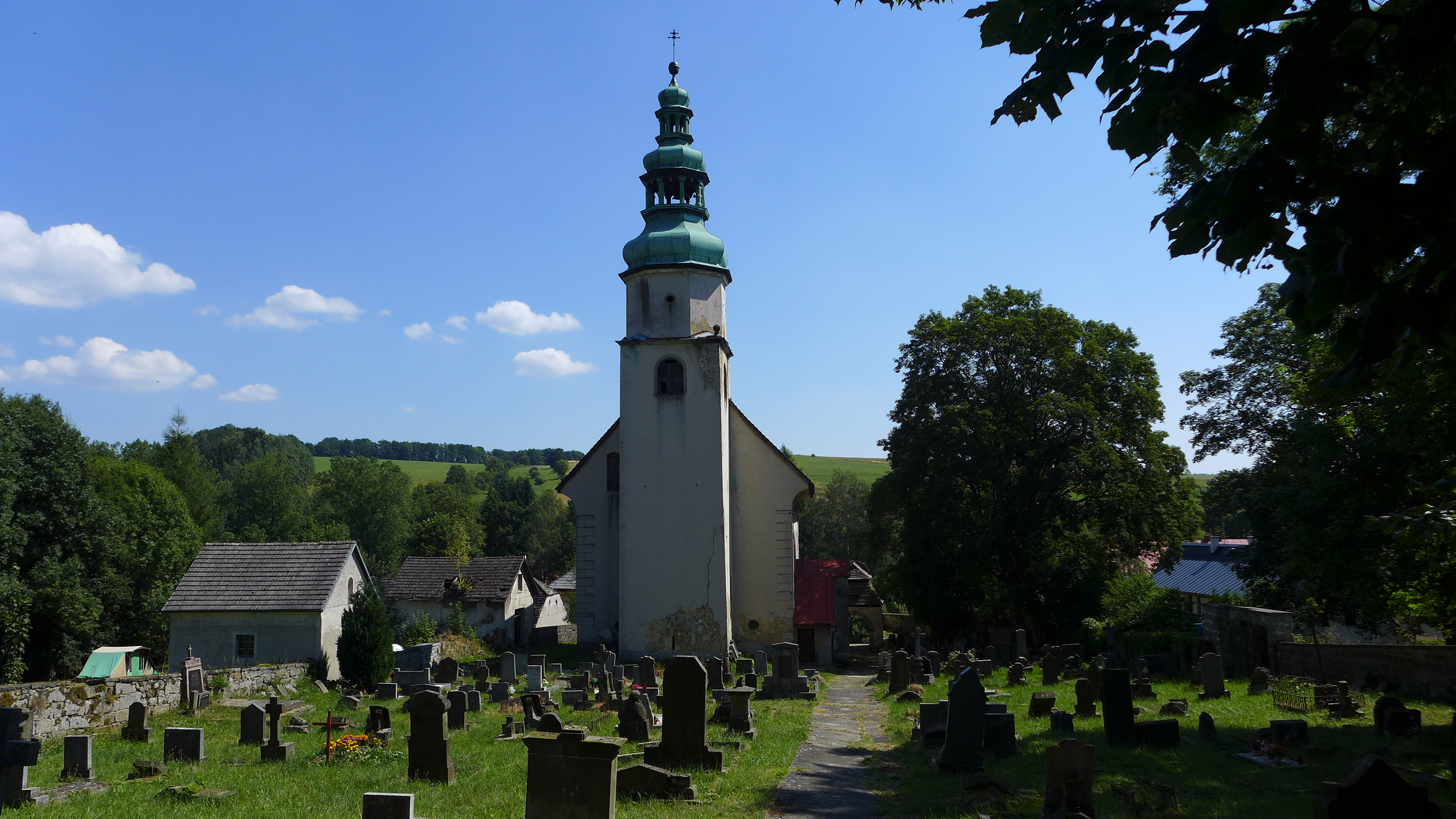
Kostel Nejsvětější Trojice
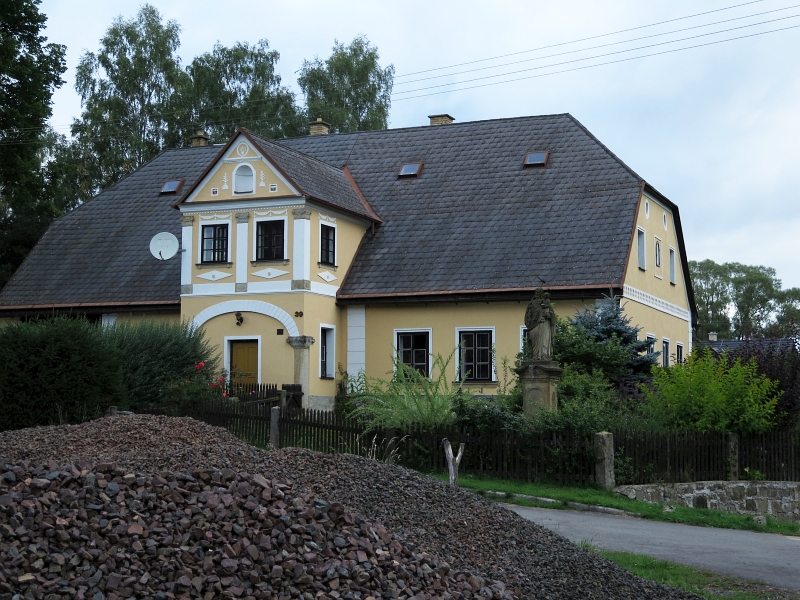
Usedlost čp. 39 se sochou sv. Josefa
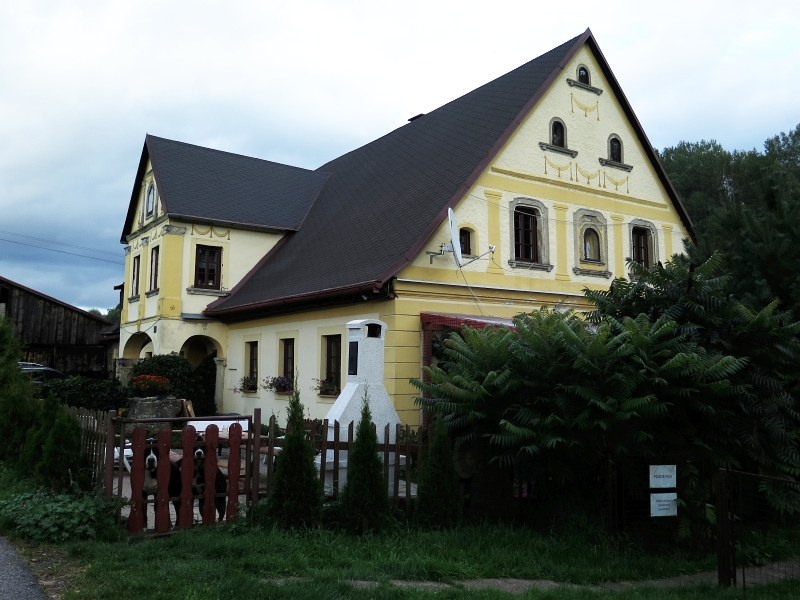
Dům čp. 147